# Читлук (Сокобања)
Читлук је насеље у Србији у општини Сокобања у Зајечарском округу. Према попису из 2022. било је 429 становника (према попису из 1991. било је 1042 становника).
Споменик погинулима са 230 имена подигнут је 1924.

## Демографија
У насељу Читлук живи 697 пунолетних становника, а просечна старост становништва износи 49,2 година (47,6 код мушкараца и 50,8 код жена). У насељу има 246 домаћинстава, а просечан број чланова по домаћинству је 3,28.
Ово насеље је великим делом насељено Србима (према попису из 2002. године).
|  |

| Демографија | Демографија | Демографија |
| Година      | Становника  | Становника  |
| ----------- | ----------- | ----------- |
| 1948.       | 1.497       |             |
| 1953.       | 1.558       |             |
| 1961.       | 1.738       |             |
| 1971.       | 1.545       |             |
| 1981.       | 1.295       |             |
| 1991.       | 1.042       | 1.041       |
| 2002.       | 806         | 807         |

| Етнички састав према попису из 2002.‍ | Етнички састав према попису из 2002.‍ | Етнички састав према попису из 2002.‍ | Етнички састав према попису из 2002.‍ | Етнички састав према попису из 2002.‍ |
| ------------------------------------ | ------------------------------------ | ------------------------------------ | ------------------------------------ | ------------------------------------ |
|                                      |                                      |                                      |                                      |                                      |
| Срби                                 | Срби                                 |                                      | 742                                  | 92,05%                               |
| Роми                                 | Роми                                 |                                      | 45                                   | 5,58%                                |
| Црногорци                            | Црногорци                            |                                      | 4                                    | 0,49%                                |
| Муслимани                            | Муслимани                            |                                      | 4                                    | 0,49%                                |
| Албанци                              | Албанци                              |                                      | 2                                    | 0,24%                                |
| Југословени                          | Југословени                          |                                      | 1                                    | 0,12%                                |
| непознато                            | непознато                            |                                      | 6                                    | 0,74%                                |

| Година пописа     | 1948. | 1953. | 1961. | 1971. | 1981. | 1991. | 2002. |
| ----------------- | ----- | ----- | ----- | ----- | ----- | ----- | ----- |
| Број домаћинстава | 284   | 315   | 409   | 352   | 302   | 286   | 246   |

| Број чланова      | 1  | 2  | 3  | 4  | 5  | 6  | 7  | 8 | 9 | 10 и више | Просек |
| ----------------- | -- | -- | -- | -- | -- | -- | -- | - | - | --------- | ------ |
| Број домаћинстава | 43 | 71 | 35 | 36 | 26 | 15 | 11 | 6 | 3 | 0         | 3,28   |

| Пол    | Укупно | Неожењен/Неудата | Ожењен/Удата | Удовац/Удовица | Разведен/Разведена | Непознато |
| ------ | ------ | ---------------- | ------------ | -------------- | ------------------ | --------- |
| Мушки  | 347    | 64               | 234          | 38             | 11                 | 0         |
| Женски | 364    | 36               | 234          | 81             | 13                 | 0         |
| УКУПНО | 711    | 100              | 468          | 119            | 24                 | 0         |

| Пол    | Укупно                    | Пољопривреда, лов и шумарство | Рибарство                            | Вађење руде и камена | Прерађивачка индустрија       |
| ------ | ------------------------- | ----------------------------- | ------------------------------------ | -------------------- | ----------------------------- |
| Мушки  | 147                       | 29                            | 0                                    | 107                  | 2                             |
| Женски | 59                        | 36                            | 0                                    | 7                    | 1                             |
| УКУПНО | 206                       | 65                            | 0                                    | 114                  | 3                             |
| Пол    | Производња и снабдевање   | Грађевинарство                | Трговина                             | Хотели и ресторани   | Саобраћај, складиштење и везе |
| Мушки  | 0                         | 1                             | 3                                    | 0                    | 2                             |
| Женски | 1                         | 0                             | 4                                    | 0                    | 0                             |
| УКУПНО | 1                         | 1                             | 7                                    | 0                    | 2                             |
| Пол    | Финансијско посредовање   | Некретнине                    | Државна управа и одбрана             | Образовање           | Здравствени и социјални рад   |
| Мушки  | 0                         | 0                             | 1                                    | 0                    | 0                             |
| Женски | 0                         | 0                             | 2                                    | 2                    | 4                             |
| УКУПНО | 0                         | 0                             | 3                                    | 2                    | 4                             |
| Пол    | Остале услужне активности | Приватна домаћинства          | Екстериторијалне организације и тела | Непознато            | Непознато                     |
| Мушки  | 0                         | 0                             | 0                                    | 2                    | 2                             |
| Женски | 2                         | 0                             | 0                                    | 0                    | 0                             |
| УКУПНО | 2                         | 0                             | 0                                    | 2                    | 2                             |